# Arsen Awakow (Fußballspieler)
Arsen Georgijewitsch Awakow (russisch Арсен Георгиевич Аваков, armenisch Արսեն Գեորգիի Ավակով; * 28. Mai 1971 in Duschanbe) ist ein ehemaliger tadschikisch-russischer Fußballspieler armenischer Abkunft.
In der Spielsaison 1994/95 der ukrainischen Premjer-Liha war er Torschützenkönig.
Er spielte auch für die tadschikische Fußballnationalmannschaft.